# RDI ストライカー12
RDI ストライカー12（RDI Striker 12）は、回転式弾倉を持つ暴動鎮圧・戦闘用の12ゲージ散弾銃である。別名「ストリートスイーパー（Streetsweeper）」。

## 開発
1980年代初頭にローデシア（現ジンバブエ）出身のヒルトン・ウォーカーが設計した。ウォーカーはその後南アフリカに移住。本銃は価値を認められ、世界中に供給された。しかし、回転式弾倉はかさばるうえに装弾時間が長く、基本的な動作にも欠陥が残っていた。
ウォーカーは1980年代後半にこれを設計し直し、弾倉のスプリング回転機構を外して、自動排莢機構を追加した。新しい散弾銃はプロテクタ（Protecta）と命名された。

## 設計と特徴
回転式弾倉を採用しており、構造は回転式拳銃に似ている。ダブルアクショントリガーおよび拳銃と比較して非常に大きく重い弾倉が採用され、弾倉を回すためのぜんまい式スプリングが装備された。だが、この構造はトリガーの引き代や張力が軽減される一方で、装填速度が遅く実用的でないことが判明した。現在はコッキング・レバーがバレルの右側にあるように設計変更されている。
最初に設計された設計は、面倒で操作に時間がかかると批判された。装弾は一発ずつ装填する必要があり、弾倉を回転させるためにぜんまい式スプリングをあらかじめ巻き上げておかねばならなかった。バレルの右側には排莢のためのエジェクター・ロッドがあった。最新設計ではスプリングによる弾倉回転構造は廃止され、エジェクター・ロッドは自動排莢構造に置き換えられ、ロッドのあった位置には自動的に弾倉を回すコッキング・レバーが取り付けられた。12発の装弾数と全長の短さは散弾銃としては際立った特徴である。

## 派生型
アームセル・ストライカー
ヒルトン・ウォーカーによる最初の設計型で、銃を発射する前にドラムマガジンのスプリングを巻く必要がある。
アームセル・プロテクタ
アームセル・ストライカーの改良版。ドラムマガジンのスプリングを巻く必要がなくなったため、射撃準備時間が短くなり、信頼性も向上した。
アームセル・プロテクタ・ブルドッグ
アームセル・プロテクタのストックを除いた短縮型。建築物突入および車上での使用を目的としている。
センチネルアームズ・ストライカー12
センチネル・アームズ社によるアームセル・ストライカーの米国市場向け製品で、正規の製造ライセンスを得ているが、独自の改良も加えられている。18インチバレル型と、ストックを除いた7インチバレル型がある。
コブレイ/SWD ストリートスイーパー
コブライ社によるアームセル・ストライカーのローエンド・クローン・コピーで、オリジナルのストライカーとの部品互換性は限られている。
コブレイ/SWD レディース・ホーム・コンパニオン
コブライ社によるストリートスイーパーの短縮小口径型。ストックを持たない大型回転拳銃のような形状で、.410ゲージ散弾型と.45-70ライフル弾型の二種類がある。

## 採用国・団体
- イスラエル

暴動鎮圧のためにイスラエル国防軍で使用される。
- 南アフリカ

南アフリカ陸軍で使用される。

## 登場作品

### 映画
『GODZILLA』
アメリカ陸軍兵士が使用。
『第9地区』
ギャングの1人が使用。ホロサイト、グリップ、大容量マガジン装備。

### ゲーム
『Alliance of Valiant Arms』
ゲーム内通貨で購入可能。
『PAYDAY 2』
DLC「Gage ShotGun Pack」の追加武器として登場。名称は「Street Sweeper」。
『グランド・セフト・オートシリーズ』
『GTAIV:TLAD』
「アサルト・ショットガン」の名称で凄まじい速さで連射が可能なショットガンとして登場する。常にストックが折り畳まれている。
『GTAV』
「スイーパー・ショットガン」の名称で登場する。『GTAIV:TLAD』同様に、常にストックが折り畳まれている。
『コール オブ デューティシリーズ』
『CoD:MW2』
「Striker」の名称で登場する。
『CoD:MW3』
『CoD:MW2』同様、「Striker」の名称で登場する。ロシア軍やアフリカ民兵などの敵陣営が使用する。
『バイオハザードシリーズ』
『バイオハザード4』
ショットガンの中でトータルバランスにおける性能が最も高く扱いやすい。
『バイオハザード5』
ゲーム中での名称は「J・ブレイカー」で、ジェイルブレイカー（脱獄者の意）と読む。
『バイオハザード アンブレラ・クロニクルズ』
『バイオハザード RE:4』
「ストライカー」の名称で登場する。
『ハウス・オブ・ザ・デッド』
『バトルフィールドシリーズ』
『BF2』
対戦車兵の装備として登場。
『BF3』
全兵科共通ショットガンとして登場する。
『BF4』
「DAO-12」という名称で登場。
『メビウスオンライン』
ショットガンの中で最も威力が高いが、くせがあり扱いにくい。